# Asphondylia gemmae
Asphondylia gemmae är en tvåvingeart som beskrevs av Gagne 1986. Asphondylia gemmae ingår i släktet Asphondylia, och familjen gallmyggor. Inga underarter finns listade i Catalogue of Life.